# Chaber miękkowłosy
Chaber miękkowłosy (Centaurea mollis Waldst. & Kit.) – gatunek rośliny z rodziny astrowatych (Asteraceae).

## Morfologia

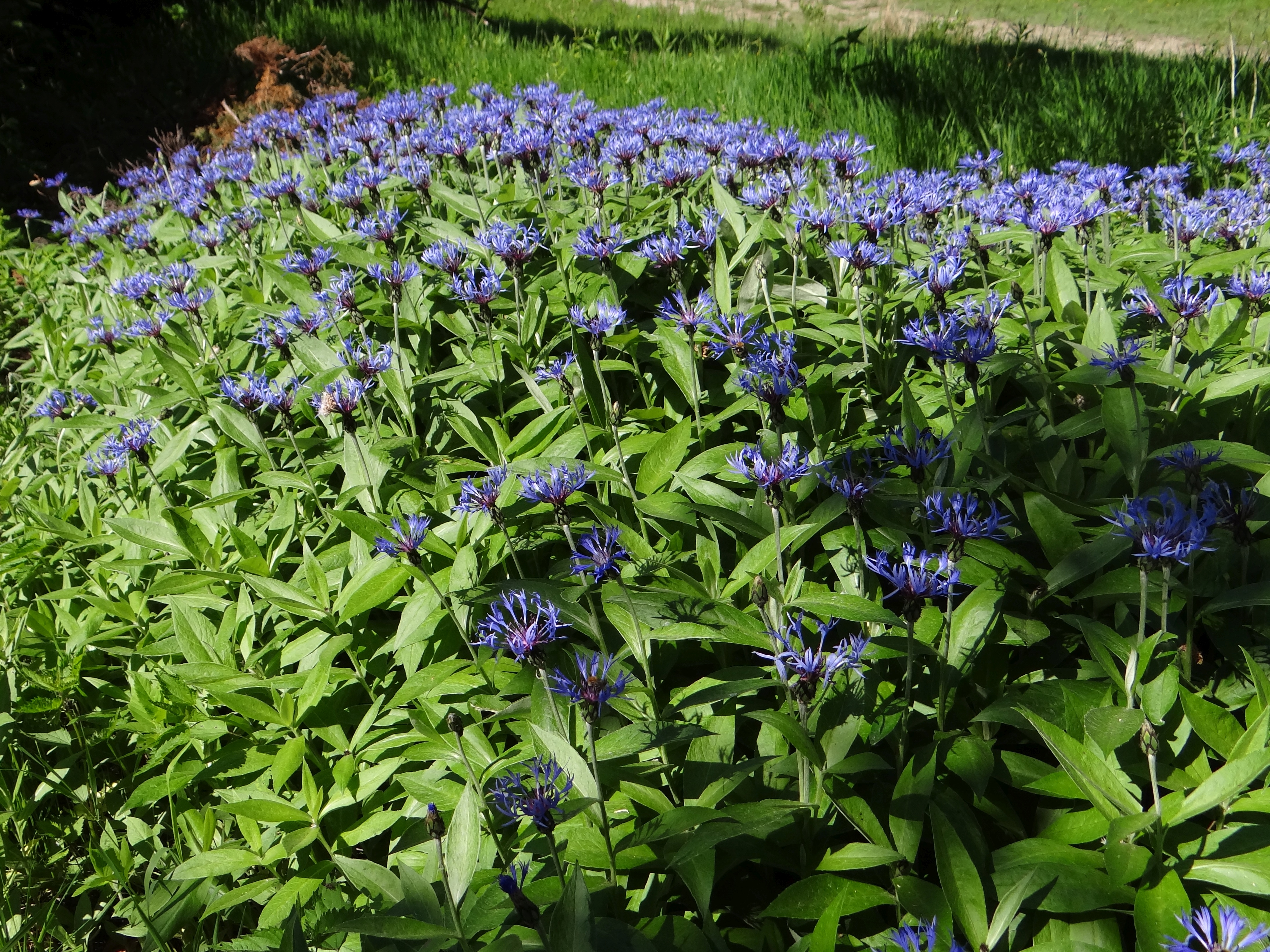
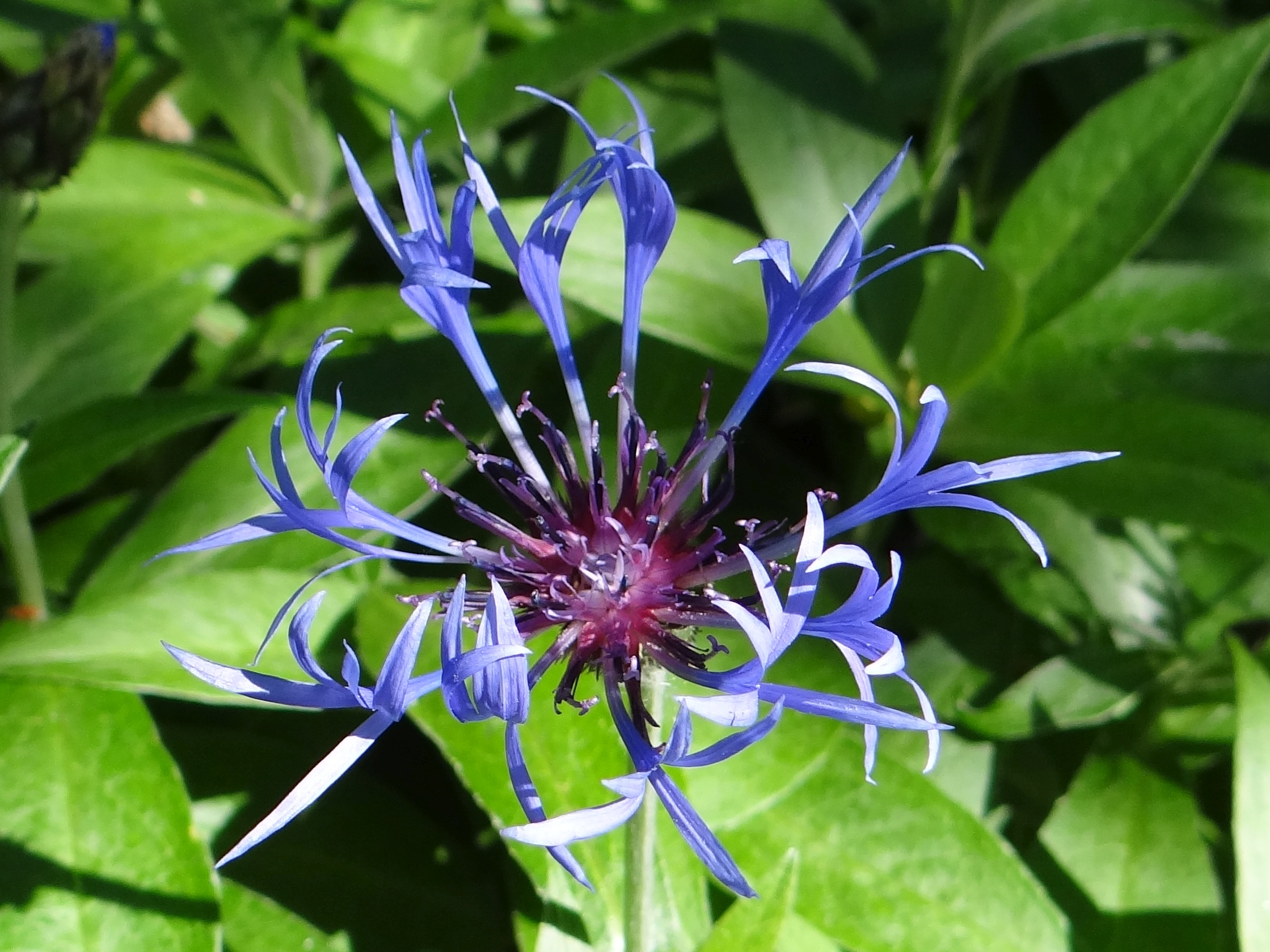

ŁodygaWzniesiona, nierozgałęziona o wysokości do 1 m, cała cienko białawo pajęczynowato-wełnista, pod koszyczkiem nigdy nie haczykowata. Pod ziemią występuje kłącze z bardzo długimi rozłogami. Łodygi wyrastają z niego pojedynczo, daleko od siebie.
LiściePojedyncze, dość duże, o kształcie od podłużnie eliptycznego do szerokopodługowatego, przeważnie całobrzegie, bezogonkowe, po łodydze krótko, lub wcale nie zbiegające. Na górnej stronie zielone, na dolnej tak jak łodyga krótko, białawo pajęczynowato-wełniste.
KwiatyNa łodydze występuje zazwyczaj jeden tylko koszyczek. Zewnętrzne kwiaty w koszyczku to kwiaty języczkowe, nijakie, o równowąskolancetowatych łatkach i ciemnoniebieskiej barwie. W środku koszyczka kwiaty rurkowate, niebieskofioletowe. Podłużnie jajowata okrywa koszyczka ma długość 18–25 mm. Listki okrywy mają szeroki, czarniawy brzeg z ząbkami. Brzeg ten ma szerokość 0,4 1 mm i postać frędzli w postaci dwukrotnie węższych ząbków.
OwocNiełupki o długości 5–6 mm z puchem kielichowym o długości 1,5–2,5 mm.

## Biologia i ekologia
Bylina, hemikryptofit. Rośnie w zaroślach, na brzegach potoków, łąkach, od regla dolnego po piętro halne. Kwitnie od czerwca do sierpnia. Kwiaty przedprątne, zapylane przez muchówki i błonkówki. Liczba chromosomów 2n = 42.

## Zasięg występowania
Endemit karpacki. W Polsce opisano jego występowanie głównie w Karpatach (Beskid Śląski, Tatry, Pieniny, Bieszczady Wschodnie). Na niżu spotykany jest bardzo rzadko, notowany był np. koło Ojcowa. W Zakopanem często rośnie na cmentarzach.